# Erofilo (incisore)
Erofilo, oppure Eròfilo (Grecia, I secolo a.C. – Grecia, I secolo), è stato un incisore greco antico.

## Biografia
Erofilo fu un incisore di gemme, figlio e scolaro di Dioscuride e fratello dell'incisore Eutiche.
La sua firma appare su un grande cammeo conservato ed esposto nel museo viennese Kunsthistorisches Museum, raffigurante una testa recinta d'alloro considerata il ritratto dell'imperatore Tiberio.
Lo stile accurato è però improntato ad un rigido e freddo classicismo.

## Opere
- Cammeo conservato ed esposto nel museo viennese Kunsthistorisches Museum, raffigurante una testa recinta d'alloro considerata il ritratto dell'imperatore Tiberio.